# Karl Friedrich August Kahnis

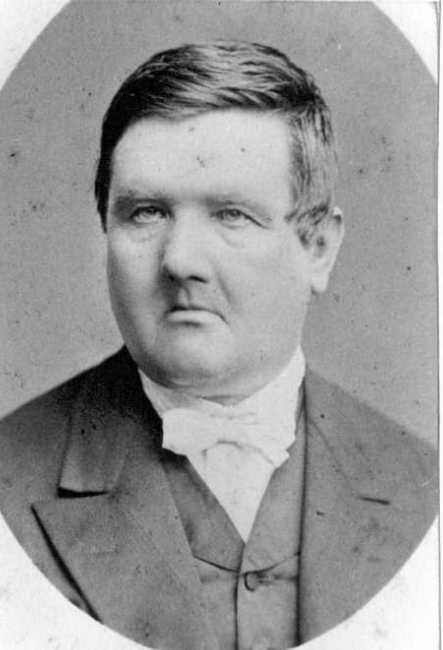
Karl Friedrich August Kahnis

Karl Friedrich August Kahnis (* 22. Dezember 1814 in Greiz (Vogtland); † 20. Juni 1888 in Leipzig) war ein deutscher evangelisch-lutherischer Theologe.

## Leben
Kahnis studierte an den Universitäten Halle und Berlin. 1844 wurde er außerordentlicher Professor an der Universität Breslau. Dort sollte er die konservativ-lutherische Position repräsentieren, die am Preußischen Hof vor allem von dem Kreis um die Gebrüder Gerlach vertreten wurde.
1848 trat Kahnis aus der Kirche der Altpreußischen Union aus und in die Evangelisch-lutherische Kirche in Preußen über. Ab 1850 lehrte er als Nachfolger von Adolf Harleß auf dem Lehrstuhl für Dogmatik an der Universität Leipzig. 1864/65 war er Rektor dieser Universität. Sein Nachfolger wurde Theodor Brieger. Als Vertreter der Leipziger Universität war er 1857 bis 1864 Abgeordneter der I. Kammer des Sächsischen Landtags. 1883 erhielt er von der Universität Leipzig den Ehrendoktortitel.
Seine Ehefrau war die Gutsbesitzerstochter Elisabeth von Schenckendorff aus Wulkow im Kreis Ruppin, ihr Vater war der Landrat und Rechtsritter des Johanniterordens Friedrich Wilhelm von Schenckendorff und der Luise Elisabeth von Kircheisen (1794–1850).

## Lehre
Kahnis war, obwohl er dem Neuluthertum zugerechnet werden kann, kein Vertreter einer Repristinationstheologie. Er verstand das Dogma als Ergebnis einer historischen Entwicklung und war dementsprechend der Meinung, dass auch das lutherische Bekenntnis fortentwickelt werden müsse. So kam es, dass er in Fragen der Trinitätstheologie, der Lehre von der Heiligen Schrift und vom Heiligen Abendmahl von den orthodox-lutherischen Positionen abwich. Dies brachte ihm auch Anfeindungen von anderen neulutherischen Theologen wie Hengstenberg und Dieckhoff ein.

## Werke (Auswahl)
- Dr. Ruge und Hegel. Ein Beitrag zur Würdigung Hegel'scher Tenzen. Verlag Franke, Quedlinburg 1838. (Digitalisat)
- Die moderne Wissenschaft des Dr. Strauß und der Glaube unserer Kirche. Verlag Oehmigke, Berlin 1842. (Digitalisat)
- Die Lehre vom hl. Geist. Schmitt, Halle 1847 (nur Bd. 1 erschienen) (Digitalisat)
- Die Lehre vom Abendmahle. Verlag Dörffling & Franke, Leipzig 1851. (Digitalisat)
- Der innere Gang des deutschen Protestantismus. 3. erw. u. überarb. Aufl. Verlag Dörffling & Franke, Leipzig 1874 (2 Bde.) (Digitalisat Teil 1), (Digitalisat Teil 2)
- Die Sache der lutherischen Kirche gegenüber der Union. Sendschreiben an K. I. Nitzsch. Verlag Dörffling & Franke, Leipzig 1854. (Digitalisat)
- Die lutherische Dogmatik. Verlag Dörffling & Franke, Leipzig 1874–75.
  - Bd. 1 Prolegomena. Die Lehren von Gottes Wesen, Dreieinigkeit, Schöpfung, Vorsehung, Sünde. (Digitalisat Band 1)
  - Bd. 2 Die Lehre von Christi Person und Werk; Gnade, Gnadenmittel, Taufe, Abendmahl, Kirche, Leben nach dem Tode und den letzten Dingen. (Band 2)
  - Bd. 3 (Digitalisat Band 3)
- Zeugnis von den Grundwahrheiten des Protestantismus gegen Dr. Hengstenberg. Verlag Dörffling & Franke, Leipzig 1862.
- Die Kirche nach ihrem Ursprung, ihrer Geschichte, ihrer Gestalt. Vorträge im Winter 1865 in Leipzig. Verlag Hinrichs,  Leipzig 1865 (zusammen mit Christoph Ernst Luthardt und Bruno Brückner). (Digitalisat)
- Christenthum und Lutherthum. Verlag Dörffling & Franke, Leipzig 1871. (Digitalisat)
- Die deutsche Reformation. Verlag Dörffling & Franke, Leipzig 1872 (Bd. 1, mehr nicht erschienen) (Digitalisat)
- Über das Verhältniß der alten Philosophie zum Christenthum. Verlag Dörffling & Franke, Leipzig 1883. (Digitalisat)
- Der Gang der Kirche in Lebensbildern. Verlag Dörffling & Franke, Leipzig 1881. (Digitalisat)
- Predigten. Verlag Dörffling & Franke, Leipzig 1866–1877 (3 Bde.)